# Cômputo
O cômputo designou na Idade Média o conjunto de operações e conceitos usados para fazer contas, calcular, comparar ou contar e em particular a contagem dos ciclos do tempo astronómico, datas e intervalos entre datas.
O cômputo designou o conjunto das aprendizagens e cálculos com numerais, a prática aritmética, o uso de quadro de datas e o domínio de técnicas para esses cálculos, o conhecimento de fenómenos astronómicos, a explicação e fundamentação teológica de toda a informação.
O termo cômputo derivou da palavra computus (ou compotus) do latim tardio, e tornou-se uma das matérias do estudo das disciplinas universitárias de artes liberais do quadrívio, associada à aritmética e à astronomia, mas já no tempo de Carlos Magno aparece como uma das disciplinas da da educação escolar de mosteiros e escolas de catedrais..
O cômputo ficou também associado a instrumentos de cálculo como o ábaco e também podia ser praticado usando os dedos das mãos, o que ficou conhecido como cômputo manual ou arte manual.
No âmbito do ensino eclesiástico medieval desenvolve-se uma forma nova do cômputo que vai formar um estudo particular próprio, o cômputo pascal que reúne todo o sistema de cálculo usado para determinar o dia do domingo de Páscoa e de todas as festas móveis.